# Heteropternis coerulea
Heteropternis coerulea är en insektsart som först beskrevs av Schulthess Schindler 1899.  Heteropternis coerulea ingår i släktet Heteropternis och familjen gräshoppor. Inga underarter finns listade i Catalogue of Life.